# Institut de formation douanière
L'Institut de formation douanière (IFD) est un centre de formation professionnelle rattaché à l'Administration des douanes marocaines. Il est situé au centre de la ville de Casablanca, à côté du port.
Son ancien nom est le Centre de formation douanière (CFD).

## Histoire du Centre de formation douanière (C.F.D)
Le centre est créé en 1975, en vue de prendre en charge la formation professionnelle des différentes catégories d’agents et cadres de l’Administration et de ses partenaires.
Il est rattaché à la division des ressources humaines qui veille à la réalisation des objectifs de la politique de formation professionnelle de cette Administration.
Le CFD, a pour mission la formation :
- des agents du cadre d’inspection (inspecteurs divisionnaires, inspecteurs et inspecteurs adjoints);
- des techniciens et techniciens spécialisés ;
- des agents techniques;
- des brigadiers et des préposés.

Les lauréats du CFD sont destinés à exercer leur fonction dans les ports, les aéroports, les colis postaux et paquets postes, les gares routières, les bureaux des impôts indirects du régime intérieur et les services de l’administration Centrale.
Le CFD est géré par un responsable du centre, assisté par un staff administratif et une cellule pédagogique composée de 11 formateurs, affectés de manière permanente à ce centre.

## Les différents cycles de formation
Le CFD dispense trois types de formation :

### Formation de base
Elle est destinée aux nouvelles recrues, aux agents nouvellement promus et aux agents des administrations douanières étrangères. Elle consiste à initier les stagiaires aux principes fondamentaux de l’action douanière et s’adresse aux agents de Douane de tout grade.
Onze pôles de formation sont assurés dans le cadre de la formation de base :
- Environnement institutionnel et organisationnel ;
- Environnement juridique et fiscal ;
- Environnement économique et social ;
- Techniques douanières ;
- Comptabilité de l’Entreprise ;
- Informatique ;
- Accords préférentiels ;
- Techniques de management ;
- Prévention et Contrôle ;
- Activités des services relevant de la filière de surveillance ;
- Culture et condition physique.

Les pôles de formation à retenir ainsi que les matières à enseigner peuvent différer d’un cycle à l’autre et d’une promotion à l’autre, en fonction des besoins spécifiques de la population à former.

### Formation continue
Elle s’adresse aux agents en activité et a pour objet de développer leurs connaissances professionnelles et de leur assurer l’apprentissage des nouvelles techniques, afin d’améliorer leurs compétences et polyvalence.
La formation ne se limite pas aux techniques douanières, elle touche également les métiers d’appui (GRH, management, informatique, communication, etc.).